# Melinda io
Melinda io este o specie de muște din genul Melinda, familia Calliphoridae. A fost descrisă pentru prima dată de Hiromu Kurahashi în anul 1965. Conform Catalogue of Life specia Melinda io nu are subspecii cunoscute.